# Route Charlemagne

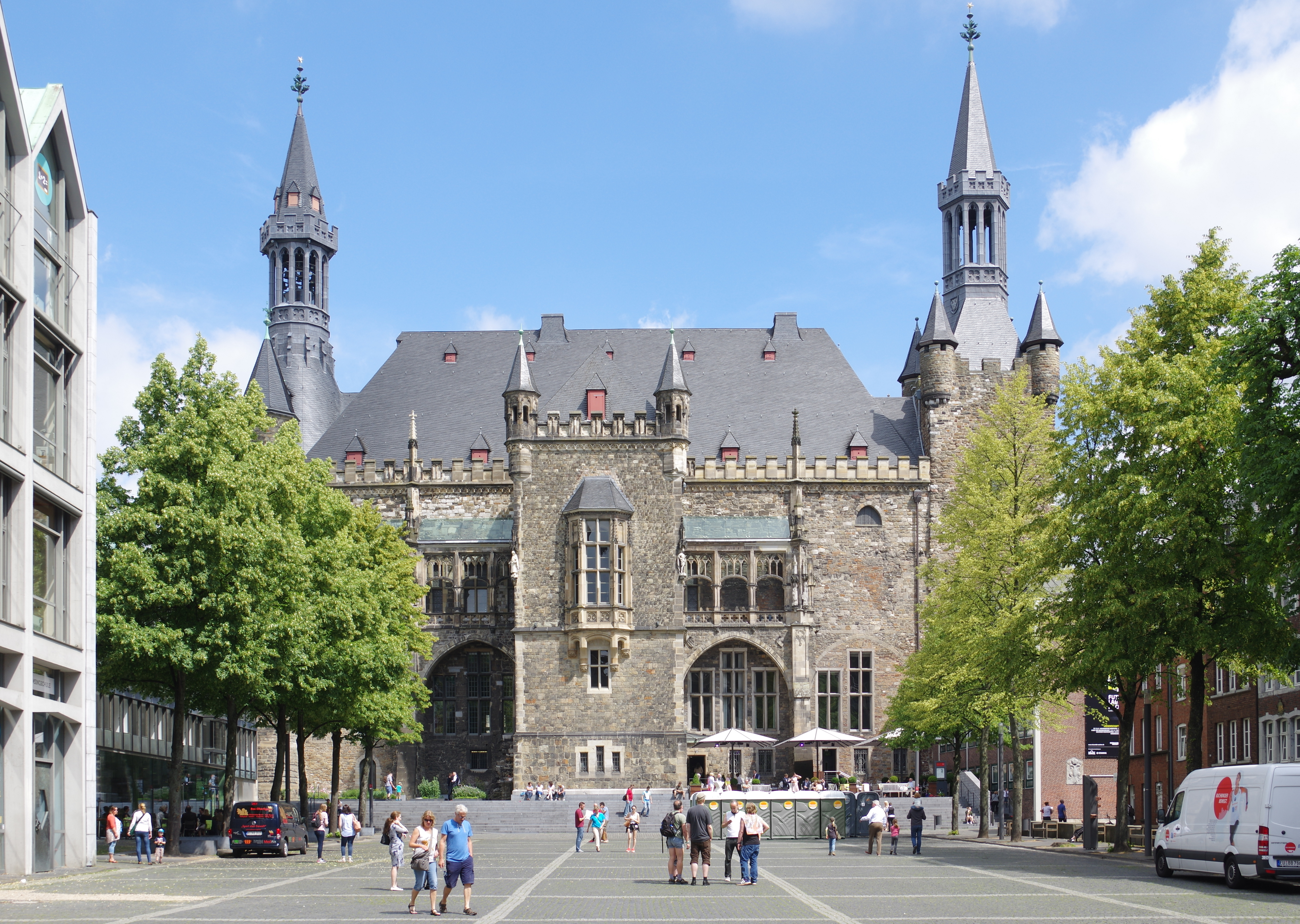
Allemagne, Aix-la-Chapelle, hôtel de ville vu du sud.

La Route Charlemagne est une route nommée en l’honneur de Charlemagne. Celle-ci passe par Nanteuil-le-Haudouin, Villers-Cotterêts, Soissons, Laon, Vervins, Hirson en France, et par Chimay, Couvin, Philippeville, Dinant, Liège en Belgique et arrive à Aix-la-Chapelle en Allemagne.
C'est un projet du Mouvement européen Marne, né dans le cadre du jubilé 814-2014, visant à obtenir le label itinéraire culturel européen. Impulsé par l'ardennais Noël Orsat, membre de la commission culturelle du Conseil de l'Europe et fondateur de l'association La Route européenne des légendes (il a déjà conçu la Via Bayard, en référence à la monture des quatre fils Aymon), ce projet souhaite faire visualiser l’épopée de Charlemagne par le biais d’une route historique allant de l’Èbre en Espagne à l'Elbe en Allemagne. 
- Route nationale 3 (Belgique)
- Route nationale 97 (Belgique)
- Route nationale 5 (Belgique)
- Route nationale 99 (Belgique)
- Route départementale 3050 (France)
- Route départementale 1043 (France)
- Route départementale 963 (France)
- Route nationale 2 (France)